# Somewhere Out in Space
Somewhere Out in Space peti je studijski album njemačkog power metal sastava Gamma Ray. Album je 25. kolovoza 1997. godine objavila diskografska kuća RCA Records. Ovo je prvi album grupe s novom postavom; Dirk Schlächter je prešao na bas-gitaru po prvi put od njegova gostovanja na albumu Heading for Tomorrow. Također, skupini su se pridružili Dan Zimmermann i Henjo Richter, veterani njemačke metal scene.
Pjesma "Watcher in the Sky" bila je objavljena i na prvom albumu Iron Saviora iz 1997. godine.  Na snimanju su gostovali Piet Sielck iz "Saviora" i Thomen Stauch, tada u Blind Guardianu.
Refren pjesme "Miracle" ima iste stihove i tempo kao pjesma "Man On a Mission" s prethodnog albuma.

## Lista pjesama
1. "Beyond the Black Hole" (Hansen/Schlächter/Zimmermann)
2. "Men, Martians And Machines" (Hansen)
3. "No Stranger (Another Day In Life)" (Hansen)
4. "Somewhere Out in Space" (Hansen)
5. "The Guardians of Mankind" (Richter)
6. "The Landing" (Hansen/Schlächter)
7. "Valley of the Kings" (Hansen)
8. "Pray" (Hansen/Schlächter)
9. "The Winged Horse" (Richter)
10. "Cosmic Chaos" (Zimmermann)
11. "Lost in the Future" (Hansen/Schlächter)
12. "Watcher in the Sky" (Hansen/Sielck)
13. "Rising Star" (Schlächter)
14. "Shine On" (Hansen/Schlächter)

### Bonus pjesme na izdanju iz 2003.
- 15. "Return to Fantasy" (Obrada Uriah Heepa)
- 16. "Miracle" (Hansen)
- 17. "Victim of Changes" (Obrada Judas Priesta)

## Sastav
- Pjevač i gitarist: Kai Hansen
- Gitarist: Henjo Richter
- Basist: Dirk Schlächter
- Bubnjar: Dan Zimmermann

### Gostujući glazbenici
- Pjevač i gitarist: Piet Sielck ("Watcher in the Sky")
- Bubnjar: Thomen Stauch ("Watcher in the Sky")